# Lepidagathis dissimilis
Lepidagathis dissimilis är en akantusväxtart som beskrevs av Imlay. Lepidagathis dissimilis ingår i släktet Lepidagathis och familjen akantusväxter. Inga underarter finns listade i Catalogue of Life.